# Rachel DiPillo
Pour les articles homonymes, voir DiPillo.
Rachel Katherine DiPillo est une actrice américaine née le 26 janvier 1991 à Flint, dans le Michigan aux États-Unis .
Elle est principalement connue grâce à son interprétation de Sarah Reese dans la série Chicago Med (2015-2018) de la chaîne américaine NBC. Il s'agit d'une série dérivée de Chicago Fire et de Chicago PD.

## Biographie

### Formation
Rachel Katherine DiPillo est née le 26 janvier 1991 dans le Michigan mais sa famille a déménagé peu de temps après sa naissance à Nashville, dans le Tennessee où elle a grandi.

### Carrière
En 2012, elle joue dans le vidéofilm Werewolf : La Nuit du loup-garou de Louis Morneau. Deux ans plus tard, elle joue l'un des premiers rôles de la comédie dramatique Hello, My Name is Frank. Une production présentée lors de nombreux festivals du cinéma indépendant.   
Après quelques apparitions dans différentes séries télévisées américaines populaires, Rachel DiPillo obtient, en 2015, deux rôles qui vont marquer un tournant dans sa carrière.  
En février 2015, elle signe pour le rôle récurrent d'Andie dans la saison 1 de Jane the Virgin diffusée par The CW. Mais c'est surtout grâce au rôle principal du Dr Sarah Reese, qu'elle décroche en novembre 2015, pour la série télévisée dramatique et médicale Chicago Med, qu'elle se fait connaître auprès du grand public.  
Les années suivantes, le drama médical est renouvelé face au succès rencontré et la stabilité de ses audiences. Cependant, en dépit de cet engouement, l'actrice quitte la distribution principale de la série, en 2018, à partir de la saison 4. La production lui laissant, tout de même, une porte ouverte pour un éventuel retour. 

## Filmographie

### Cinéma

#### Longs métrages
- 2010 : Elle: A Modern Cinderella Tale de John Dunson et Sean Dunson : Partygoer

- 2012 : Werewolf : La Nuit du loup-garou de Louis Morneau : Eva (vidéofilm)

- 2012 : Commencement de Steve Albrezzi : Rachel
- 2014 : Hello, My name is Franck de Dale Peterson : Laura
- 2016 : Summer of 8 de Ryan Schwartz : Emily
- 2016 : Recovery de Darrell Wheat : Kim

#### Courts métrages
- 2012 : Photo Finish de Jordan Sommers : Jenny
- 2014 : A Kind of Love de Louis Sallerson : Rachel

### Télévision

#### Séries télévisées
- 2009 - 2010 : Big Time Rush : Jolie fille (rôle récurrent - saison 1, 7 épisodes)
- 2010 : The Gates : Lexie Wade (rôle récurrent - saison 1, 7 épisodes)
- 2011 : Los Angeles, police judiciaire : Sylvie Lester (saison 1, épisode 14)
- 2011 : Love Bites : Natasha (saison 1, épisode 6)
- 2011 : Hawthorne : Infirmière en chef : Sarah Colton (saison 3, épisode 5)
- 2011 : Wendy : Faon (rôle récurrent -  saison 1, 5 épisodes)
- 2012 : The Ropes : Jenny (saison 1, épisodes 1 et 2)
- 2012 : Revenge : Jaime Cardaci (saison 1, épisodes 21 et 22)
- 2012 : Bones : Miranda Spedding (saison 8, épisode 9)
- 2013 : Dr Emily Owens : Allison McLeary (saison 1, épisode 8)

- 2013 : Bounty Hunter : Josie Scutaro (pilote non retenu par TNT)

- 2014 : Mad Men : Sherry (saison 7, épisodes 1 et 3)
- 2015 : NCIS : Chelsea (saison 12, épisode 12)
- 2015 : Jane the Virgin : Andie (saison 1, épisodes 16, 17, 18 et 19)
- 2015 : Cuckoo : Rachel (pilote non retenu par NBC)
- 2015 - 2018 : Chicago Med : Dr Sarah Reese (rôle principal - 62 épisodes)
- 2015 - 2017 : Chicago Fire : Dr Sarah Reese (2 épisodes)
- 2016 - 2017 : Chicago Police Department : Dr Sarah Reese (2 épisodes)
- 2025 : Chicago Med : Dr Sarah Reese (saison 10 : 2 épisodes)

## Distinctions

### Récompenses
- Best Actors Film Festival 2015 : meilleure actrice dans un film dramatique pour Hello, My Name Is Frank[7]